# Мастопатія
Мастопа́тія — фіброзно-кістозна хвороба, що характеризується спектром проліферативних і регресивних змін тканини залози з порушенням співвідношення епітеліального та сполучнотканинного компонентів. Основною ланкою патогенезу є порушення гормональної регуляції. Проліферативні зміни охоплюють гіперплазію, проліферацію часток, проток, сполучної тканини, а регресивні процеси — атрофію, фіброз, утворення кіст (ВООЗ, 1984 р).
Фіброзно-кістозна мастопатія (ФКМ) виникає у 30—40 % жінок, пік захворювання припадає на 45 років, характеризується множинними та, як правило, двосторонніми та болючими кістозними захворюваннями, які схильні до змін упродовж менструального циклу.
Основною скаргою є ниючий тупий біль з відчуттям розпирання і важкості, що посилюється в передменструальному періоді. Крім того, наявні болючі ділянки ущільнення в тканині молочної залози. 10-15 % жінок не відчувають болю, але ділянки ущільнення можна пропальпувати.

## Діагностика
Діагноз формують на основі анамнезу, клінічних проявів, пальпації молочних залоз і підтверджують результатами рентгенографії, УЗД, термографії, пункційної біопсії.
Спостереження проводять до повного зникнення утворення чи утворень.
Ексцизійну біопсію рекомендовано, якщо:
- утвір рецидивує або не зникає повністю;
- виділення з соска геморагічного характеру або в них виявлені клітини, підозрілі на ракове перетворення.

## Лікування
- Консервативне. Гестагени (похідні норетистерону і прогестерону), андрогени (похідні тестостерону), антиестрогени (тамоксифен), антипролактинові препарати (бромокриптин), мікродози йоду, вітаміни, харчовий режим із виключенням метилксантинів (чаю, кави, шоколаду).
- Оперативне. Проста мастектомія показана з профілактичною метою пацієнткам із щільним фіброзним утвором, що містить атипові клітини, при обтяженому сімейному анамнезі.

## Інші захворювання молочних залоз
- Гінекомастія
- Рак молочної залози [Архівовано 25 листопада 2016 у Wayback Machine.]
- Хвороба Педжета соска [Архівовано 28 листопада 2016 у Wayback Machine.]
- Запальний рак молочної залози [Архівовано 28 листопада 2016 у Wayback Machine.]
- Мастит